# فهرست فیلم‌های عکاسی

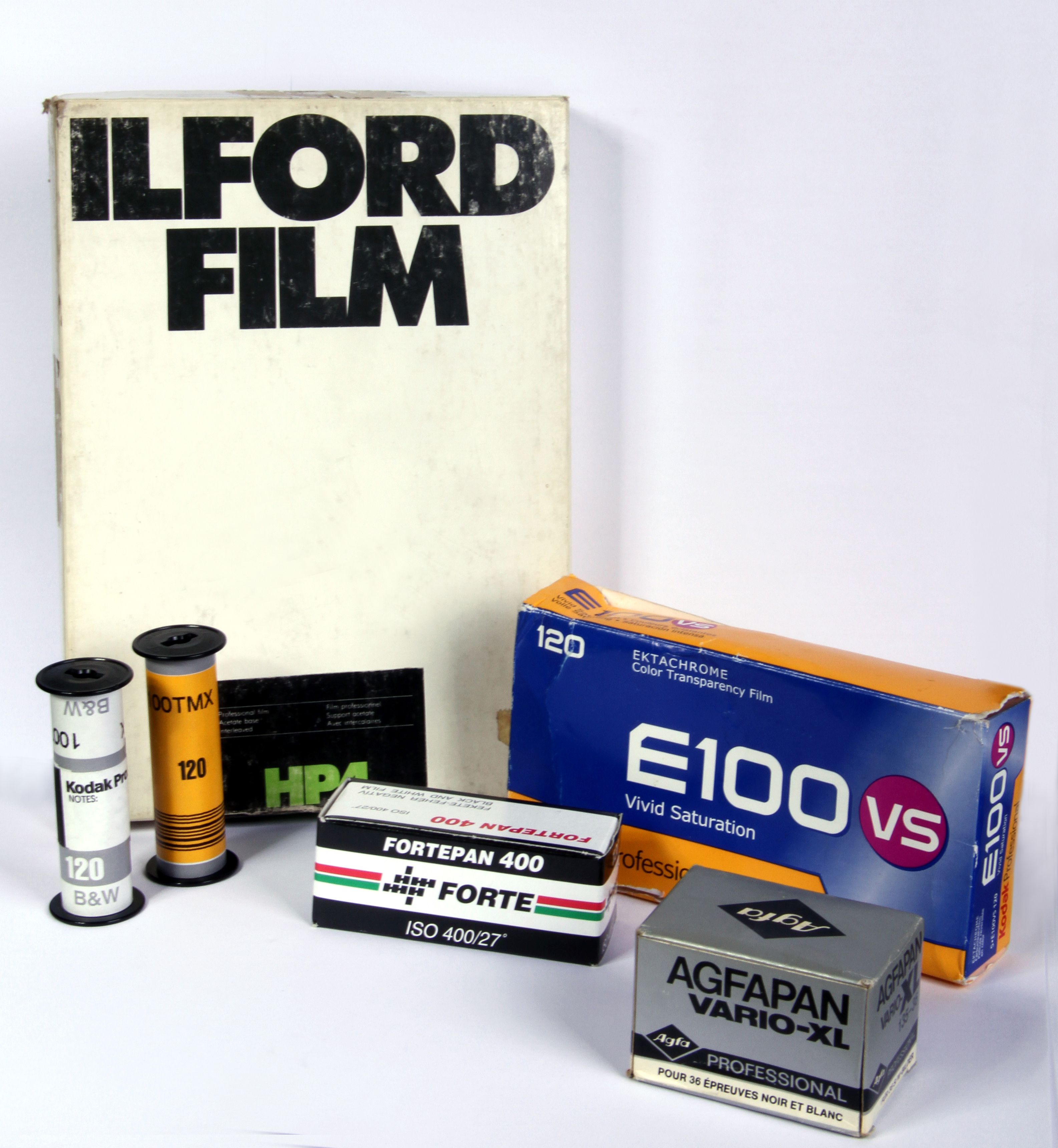
چند نوع فیلم عکاسی

## آگفا، حرفه‌ای و عادی

### فیلم‌های سیاه و سفید
1. آگفاپان ۱۰۰ AP
2. آگفاپان AP ۴۰۰
3. آگفاپان ۲۵ APX
4. آگفاپان ۱۰۰ APX ساخته شده با مواد اصلی توسط کارخانه ADOX در سال ۲۰۱۰
5. آگفاپان ۴۰۰ APX ساخته شده با مواد اصلی توسط کارخانه ADOX در سال ۲۰۱۰
6. ایزوپان ISS خیلی مخصوص
7. ایزوپان F - فیلم پرتره
8. ایزوپان F
9. ایزوپان اولترا
10. ایزوپان خیلی مخصوص
11. ایزوپان ریزدانه
12. ایزوپان رکورد
13. آگفا واریو - XL
14. دیآ دایرکت - ریورسال
15. اسکالا - اسلاید

### اسلاید رنگی
1. آگفاکالر جدید
2. آگفا CT18
3. آگفاکرم 50S/50L
4. سری RSX
5. پره‌کیسا

### نگاتیو رنگی
1. آگفاکالر نگاتیو
2. آگفاکالر CN17
3. آگفا CNS
4. آگفاکالر پاکت اسپیشل
5. آگفا اوپتیما
6. آگفا پرتره
7. آگفا اولترا

## فوجی فیلم

### ول‌ویا 50
1. نوع: اسلاید رنگی
2. سرعت: ISO 50/18
3. اندازه‌های قابل تهیه: 35mm, 120, 220, 4x5, 8x10, 13x18cm.
4. دانه‌بندی: (RMS 9:(x1000
5. دامنه: 1/2 STOP
6. اشباع رنگی: خیلی بالا
7. قدرت تفکیک: کنتراست ،۱/۱۰۰۰ ۱۶۰ خط بر میلی‌متر، کنتراست ۱/۱.۶، ۸۰ خط بر میلی‌متر.
8. تاریخچه:
9. موارد توصیه شده‌استفاده: عکاسی منظره و طبیعت
10. خصوصیات عمومی: کنتراست خیلی بالا، اشباع رنگی خیلی زیاد

### ول‌ویا 100
1. نوع: اسلاید رنگی
2. سرعت: ISO 100/21
3. اندازه‌های قابل تهیه: 35mm, 120, 220, 4x5, 8x10
4. دانه‌بندی: (RMS 8:(x1000
5. دامنه:
6. اشباع رنگی: خیلی بالا
7. قدرت تفکیک: کنتراست ،۱/۱۰۰۰ ۱۶۰ خط بر میلی‌متر، کنتراست ۱/۱.۶، ۸۰ خط بر میلی‌متر.
8. تاریخچه: بجای ول‌ویا ۵۰ تولید شده‌است.
9. موارد توصیه شده‌استفاده: عکاسی منظره و طبیعت
10. خصوصیات عمومی: کنتراست خیلی بالا، اشباع رنگی خیلی زیاد

### ول‌ویا 100F
1. نوع: اسلاید رنگی
2. سرعت: ISO 100/21
3. اندازه‌های قابل تهیه: 35mm, 120, 220, 4x5, 8x10, 13x18cm.
4. دانه‌بندی: (RMS 8:(x1000
5. دامنه: 1/2 STOP
6. اشباع رنگی: خیلی بالا
7. قدرت تفکیک: کنتراست ،۱/۱۰۰۰ ۱۶۰ خط بر میلی‌متر، کنتراست ۱/۱.۶، ۸۰ خط بر میلی‌متر.
8. تاریخچه:
9. موارد توصیه شده‌استفاده:
10. خصوصیات عمومی: کنتراست خیلی بالا، اشباع رنگی خیلی زیاد

### پروویا 100F
1. نوع: اسلاید رنگی
2. سرعت: ISO 100/21
3. اندازه‌های قابل تهیه: 35mm, 120, 220, 4x5, 8x10, 13x18cm.
4. دانه‌بندی: (RMS 8:(x1000
5. دامنه: 1/2 STOP
6. اشباع رنگی: خیلی بالا
7. قدرت تفکیک: کنتراست ،۱/۱۰۰۰ ۱۴۰ خط بر میلی‌متر، کنتراست ۱/۱.۶، ۶۰ خط بر میلی‌متر.
8. تاریخچه:
9. موارد توصیه شده‌استفاده:
10. خصوصیات عمومی:

### آستیا 100F
1. نوع: اسلاید رنگی
2. سرعت: ISO 100/21
3. اندازه‌های قابل تهیه: 35mm, 120, 220, 4x5, 8x10.
4. دانه‌بندی: (RMS 7:(x1000
5. دامنه:
6. اشباع رنگی: متوسط
7. قدرت تفکیک: کنتراست ،۱/۱۰۰۰ ۱۴۰ خط بر میلی‌متر، کنتراست ۱/۱.۶، ۶۰ خط بر میلی‌متر.
8. تاریخچه:
9. موارد توصیه شده‌استفاده: تبلیغات، پرتره، فضای داخلی، صنایع
10. خصوصیات عمومی: تُن ملایم

### پروویا 400X
1. نوع: اسلاید رنگی
2. سرعت: ISO 400/27
3. اندازه‌های قابل تهیه: 35mm, 120,
4. دانه‌بندی: (RMS 11:(x1000
5. اشباع رنگی: متوسط
6. قدرت تفکیک: کنتراست ،۱/۱۰۰۰ ۱۳۵ خط بر میلی‌متر، کنتراست ۱/۱.۶، ۵۵ خط بر میلی‌متر.
7. تاریخچه: به عنوان جایگزین برای پروویا 400F تولید شده‌است.
8. موارد توصیه شده‌استفاده: عکاسی خبری، ورزشی، نجومی، صحنه‌های نمایش.

### 645 نوع دو
1. نوع: اسلاید رنگی
2. سرعت: ISO 64/19
3. اندازه‌های قابل تهیه: 35mm, 120, 4x5, 8x10, 9x12cm
4. دانه‌بندی: (RMS 10:(x1000
5. دامنه:
6. اشباع رنگی: طبیعی
7. قدرت تفکیک: کنتراست ،۱/۱۰۰۰ ۱۳۵ خط بر میلی‌متر، کنتراست ۱/۱.۶، ۵۵ خط بر میلی‌متر.
8. تاریخچه:
9. موارد توصیه شده‌استفاده: صنایع عکاسی و تکثیر تصویر یا نقاشی.
10. توصیه عمومی: برای نور تنکستن

### سن‌سیا 100
1. نوع: اسلاید رنگی
2. سرعت: ISO 100/21
3. اندازه‌های قابل تهیه: 35mm
4. دانه‌بندی: (RMS 8:(x1000
5. دامنه:
6. اشباع رنگی: طبیعی
7. قدرت تفکیک: کنتراست ،۱/۱۰۰۰ ۱40 خط بر میلی‌متر، کنتراست ۱/۱.۶، 60 خط بر میلی‌متر.
8. تاریخچه:
9. موارد توصیه شده‌استفاده: عمومی
10. توصیه عمومی:

### سن‌سیا 200
1. نوع: اسلاید رنگی
2. سرعت: ISO 200/24
3. اندازه‌های قابل تهیه: 35mm
4. دانه‌بندی: (RMS 13:(x1000
5. دامنه:
6. اشباع رنگی: طبیعی
7. قدرت تفکیک: کنتراست ،۱/۱۰۰۰ ۱40 خط بر میلی‌متر، کنتراست ۱/۱.۶، 60 خط بر میلی‌متر.
8. تاریخچه:
9. موارد توصیه شده‌استفاده: عمومی، فضای داخلی
10. توصیه عمومی:

### سن‌سیا 400
1. نوع: اسلاید رنگی
2. سرعت: ISO 400/27
3. اندازه‌های قابل تهیه: 35mm
4. دانه‌بندی: (RMS 13:(x1000
5. دامنه:
6. اشباع رنگی: طبیعی
7. قدرت تفکیک: کنتراست ،۱/۱۰۰۰ ۱۳۵ خط بر میلی‌متر، کنتراست ۱/۱.۶، ۵۵ خط بر میلی‌متر.
8. تاریخچه:
9. موارد توصیه شده‌استفاده: عکاسی ورزشی، پرتره، شب، نجومی
10. توصیه عمومی:

### پرو 160S
1. نوع: نگاتیو رنگی
2. سرعت: ISO 160/23
3. اندازه‌های قابل تهیه: , 120, 220, 4x5, 8x10, 9x12cm, 13x18cm35mm
4. دانه‌بندی: (RMS 3:(x1000
5. دامنه:
6. اشباع رنگی: طبیعی
7. قدرت تفکیک: کنتراست ،۱/۱۰۰۰ ۱۲۵ خط بر میلی‌متر، کنتراست ۱/۱.۶، ۶۳ خط بر میلی‌متر.
8. تاریخچه: بجای NPC160
9. موارد توصیه شده‌استفاده: عکاسی پرتره، تبلیغات، معماری، فضای داخلی
10. توصیه عمومی:

### NPL 160
1. نوع: نگاتیو رنگی
2. سرعت: ISO 160/23
3. اندازه‌های قابل تهیه:120, 4x5, 8x10
4. دانه‌بندی: (RMS 4:(x1000
5. دامنه:
6. اشباع رنگی:
7. قدرت تفکیک: کنتراست ،۱/۱۰۰۰ ۱۲۵ خط بر میلی‌متر، کنتراست ۱/۱.۶، ۶۳ خط بر میلی‌متر.
8. تاریخچه:
9. موارد توصیه شده‌استفاده: عکاسی پرتره استودیو، کپی
10. توصیه عمومی: برای نور تنگستن

### پرو 400H
1. نوع: نگاتیو رنگی
2. سرعت: ISO 400/27
3. اندازه‌های قابل تهیه: , 120, 220, 35mm
4. دانه‌بندی: (RMS 4:(x1000
5. دامنه: باز
6. اشباع رنگی: طبیعی
7. قدرت تفکیک: کنتراست ،۱/۱۰۰۰ ۱۲۵ خط بر میلی‌متر، کنتراست ۱/۱.۶، ۶۳ خط بر میلی‌متر.
8. تاریخچه: با نام NPH400
9. موارد توصیه شده‌استفاده: عکاسی پرتره، عروسی، تبلیغات
10. توصیه عمومی: چهار لایه رنگی

### پرو 800Z
1. نوع: نگاتیو رنگی
2. سرعت: ISO 800/30
3. اندازه‌های قابل تهیه: , 120, 220, 35mm
4. دانه‌بندی: (RMS 5:(x1000
5. دامنه: باز
6. اشباع رنگی: طبیعی
7. قدرت تفکیک: کنتراست ،۱/۱۰۰۰ ۱۱۵ خط بر میلی‌متر، کنتراست ۱/۱.۶، ۵۰ خط بر میلی‌متر.
8. تاریخچه: با نام NPZ800
9. موارد توصیه شده‌استفاده: عکاسی پرتره، عروسی، تبلیغات
10. توصیه عمومی:

### سوپریا ریالا
1. نوع: نگاتیو رنگی
2. سرعت: ISO 100/21
3. اندازه‌های قابل تهیه: 120, ، 35mm
4. دانه‌بندی: (RMS 4:(x1000
5. دامنه: باز
6. اشباع رنگی: طبیعی
7. قدرت تفکیک: کنتراست ،۱/۱۰۰۰ ۱۲۵ خط بر میلی‌متر، کنتراست ۱/۱.۶، ۶۳ خط بر میلی‌متر.
8. تاریخچه:
9. موارد توصیه شده‌استفاده: عکاسی پرتره، عروسی، تبلیغات
10. توصیه عمومی: چهار لایه رنگی، ریز دانه

### سوپریا 100
1. نوع: نگاتیو رنگی
2. سرعت: ISO 100/21
3. اندازه‌های قابل تهیه: 120, ، 35mm
4. دانه‌بندی: (RMS 4:(x1000
5. دامنه: باز
6. اشباع رنگی: طبیعی
7. قدرت تفکیک: کنتراست ،۱/۱۰۰۰ ۱۲۵ خط بر میلی‌متر، کنتراست ۱/۱.۶، ۶۳ خط بر میلی‌متر.
8. تاریخچه:
9. موارد توصیه شده‌استفاده: عمومی
10. توصیه عمومی: چهار لایه رنگی

### سوپریا 200
1. نوع: نگاتیو رنگی
2. سرعت: ISO 200/24
3. اندازه‌های قابل تهیه: 110, ، 35mm
4. دانه‌بندی: (RMS 4:(x1000
5. دامنه: باز
6. اشباع رنگی: طبیعی
7. قدرت تفکیک: کنتراست ،۱/۱۰۰۰ ۱۲۵ خط بر میلی‌متر، کنتراست ۱/۱.۶، ۶۳ خط بر میلی‌متر.
8. تاریخچه:
9. موارد توصیه شده‌استفاده: عمومی
10. توصیه عمومی: چهار لایه رنگی

### سوپریا X-tra 400
1. نوع: نگاتیو رنگی
2. سرعت: ISO 400/27
3. اندازه‌های قابل تهیه: 35mm
4. دانه‌بندی: (RMS 4:(x1000
5. دامنه: باز
6. اشباع رنگی: طبیعی
7. قدرت تفکیک: کنتراست ،۱/۱۰۰۰ ۱۲۵ خط بر میلی‌متر، کنتراست ۱/۱.۶، ۶۳ خط بر میلی‌متر.
8. تاریخچه:
9. موارد توصیه شده‌استفاده: عمومی
10. توصیه عمومی: چهار لایه رنگی

### تروو دیفینیشن 400
1. نوع: نگاتیو رنگی
2. سرعت: ISO 400/27
3. اندازه‌های قابل تهیه: 35mm
4. دانه‌بندی: (RMS 5:(x1000
5. دامنه: باز
6. اشباع رنگی: طبیعی
7. قدرت تفکیک: کنتراست ،۱/۱۰۰۰ ۱۲۵ خط بر میلی‌متر، کنتراست ۱/۱.۶، ۶۳ خط بر میلی‌متر.
8. تاریخچه:
9. موارد توصیه شده‌استفاده: عمومی
10. توصیه عمومی: چهار لایه رنگی، ریز دانه

### سوپریا X-tra 800
1. نوع: نگاتیو رنگی
2. سرعت: ISO 800/30
3. اندازه‌های قابل تهیه: 35mm
4. دانه‌بندی: (RMS 5:(x1000
5. دامنه: باز
6. اشباع رنگی: طبیعی
7. قدرت تفکیک: کنتراست ،۱/۱۰۰۰ ۱۲۵ خط بر میلی‌متر، کنتراست ۱/۱.۶، ۶۳ خط بر میلی‌متر.
8. تاریخچه:
9. موارد توصیه شده‌استفاده: عمومی
10. توصیه عمومی: چهار لایه رنگی

### سوپریا 1600
1. نوع: نگاتیو رنگی
2. سرعت: ISO 1600/33
3. اندازه‌های قابل تهیه: 35mm
4. دانه‌بندی: (RMS 7:(x1000
5. دامنه: باز
6. اشباع رنگی: طبیعی
7. قدرت تفکیک: کنتراست ،۱/۱۰۰۰ ۱۲۵ خط بر میلی‌متر، کنتراست ۱/۱.۶، ۶۳ خط بر میلی‌متر.
8. تاریخچه:
9. موارد توصیه شده‌استفاده: عمومی
10. توصیه عمومی: چهار لایه رنگی

### پرس 400
1. نوع: نگاتیو رنگی
2. سرعت: ISO 400/27
3. اندازه‌های قابل تهیه: 35mm
4. دانه‌بندی: (RMS 4:(x1000
5. دامنه: باز
6. اشباع رنگی: طبیعی
7. قدرت تفکیک: کنتراست ،۱/۱۰۰۰ ۱۲۵ خط بر میلی‌متر، کنتراست ۱/۱.۶، ۶۳ خط بر میلی‌متر.
8. تاریخچه:
9. موارد توصیه شده‌استفاده: عمومی
10. توصیه عمومی: چهار لایه رنگی

### پرس 800
1. نوع: نگاتیو رنگی
2. سرعت: ISO 800/30
3. اندازه‌های قابل تهیه: ، 11035mm
4. دانه‌بندی: (RMS 5:(x1000
5. دامنه: باز
6. اشباع رنگی: طبیعی
7. قدرت تفکیک: کنتراست ،۱/۱۰۰۰ ۱۲۵ خط بر میلی‌متر، کنتراست ۱/۱.۶، ۶۳ خط بر میلی‌متر.
8. تاریخچه:
9. موارد توصیه شده‌استفاده: عمومی
10. توصیه عمومی: چهار لایه رنگی

## ایلفورد

### دلتا 100
1. نوع: نگاتیو سیاه و سفید
2. سرعت: ISO 100/21
3. اندازه‌های قابل تهیه: , 120, sheet film35mm
4. دانه‌بندی: خوب
5. دامنه:
6. اشباع رنگی:
7. قدرت تفکیک: بالا
8. تاریخچه: نوع سرعت ۱۰۰ دلتا که در ۱۹۹۲ تولید شده بود.
9. موارد توصیه شده‌استفاده: عمومی
10. توصیه عمومی: ریز دانه، کنتراست ملایم

### دلتا 400
1. نوع: نگاتیو سیاه و سفید
2. سرعت: ISO 400/27
3. اندازه‌های قابل تهیه: , 120, 35mm
4. دانه‌بندی: خوب
5. دامنه: از ۲۰۰/۲۴ تا ۳۲۰۰/۳۶
6. اشباع رنگی:
7. قدرت تفکیک: بالا
8. تاریخچه: در مقابل کداک T-Max
9. موارد توصیه شده‌استفاده:تمام موارد سیاه و سفید
10. توصیه عمومی: ریز دانه، کنتراست بالا و سرعت خوب.

### دلتا 3200
1. نوع: نگاتیو سیاه و سفید
2. سرعت: ISO 1000/31
3. اندازه‌های قابل تهیه: , 120, 35mm
4. دانه‌بندی:
5. دامنه: از ۱۶۰۰/۳۳ تا ۶۴۰۰/۳۹ و تا ۲۵۰۰۰/۴۵ با ظهور افزاینده.
6. اشباع رنگی:
7. قدرت تفکیک:
8. تاریخچه: قابل تهیه از سال ۱۹۹۸ همانند کداک T-Max 3200
9. توصیه عمومی: ظهور متناسب با سرعت اکسپوز.

### سوپر XP2
1. نوع: سیاه و سفید(کروموژنیک)
2. سرعت: ISO 400/27
3. اندازه‌های قابل تهیه: , 120, 35mm
4. دامنه: از ۵۰/۱۸ تا ۸۰۰/۳۰
5. تاریخچه: بجای XP2، ایلفورد تصمیم گرفت محصول جدید خود را XP3 نامگذاری نکند.
6. توصیه عمومی: فیلمی با سرعت متوسط و ظهور C41

### اورتو پلاس
1. نوع: سیاه و سفیداورتو کروماتیک، فیلم کپی
2. سرعت: ISO 80/20 در نور روز و ۴۰/۱۷ در نور تنکستن
3. اندازه‌های قابل تهیه: , 120, 35mm
4. موارد توصیه شده: کپی و تکثیر سیاه و سفید، پرتره غیر کلاسیک، ظهورهای جایگزین
5. مشخصات کلی: رنگ طبیعی، دانه‌بندی مناسب، قدرت تفکیک و کنتراست بالا، جایگزینی برای تمام فیلم‌های ایلفورد

### اف پن پلاس
1. نوع: سیاه و سفید (نقره، پان‌کرومیک)
2. سرعت: ISO 50/18
3. اندازه‌های قابل تهیه: , 120, 35mm
4. دانه‌بندی: خیلی دانه‌ریز
5. دامنه: از ۲۵/۱۵ تا ۵۰/۱۸
6. تاریخچه: قابل تهیه از سال ۱۹۹۲
7. موارد توصیه شده: پرتره، منظره، سبک زندگی
8. توصیه عمومی: خیلی دانه‌ریز و قدرت تفکیک خیلی بالا

### اف پی ۴ پلاس
1. نوع: سیاه و سفید
2. سرعت: ISO 125/22
3. اندازه‌های قابل تهیه: فیلم تخت، 120, 35mm
4. دانه‌بندی: خیلی دانه‌ریز
5. دامنه: از ۵۰/۱۸ تا ۲۰۰/۲۴
6. تاریخچه:
7. موارد توصیه شده: عکاسی سیاه و سفید عمومی، منظره.
8. توصیه عمومی: خیلی دانه‌ریز و کنتراست متوسط تا زیاد

### اف پی ۵ پلاس
1. نوع: سیاه و سفید
2. سرعت: ISO 400/27
3. اندازه‌های قابل تهیه: فیلم تخت، 120, 35mm
4. دانه‌بندی:
5. دامنه: از ۴۰۰/۲۷ تا ۳۲۰۰/۳۶
6. تاریخچه:
7. موارد توصیه شده: عکس خبری، آماتوری، دانش‌آموزی
8. توصیه عمومی: متوسط تا دانه‌ریز، بسته به داروی ظهور و قطع فیلم، کنتراست متوسط

### اس اف X 200
1. نوع: سیاه و سفید با حساسیت به نور فروسرخ
2. سرعت: ISO 200/24
3. اندازه‌های قابل تهیه: , 120, 35mm
4. دانه‌بندی: متوسط
5. دامنه:
6. تاریخچه:
7. موارد توصیه شده: عکاسی فروسرخ
8. توصیه عمومی: دانه‌بندی متوسط و حساسیت به نور فروسرخ تا ۷۵۰ نانومتر

### پان 100
1. نوع: سیاه و سفید
2. سرعت: ISO 100/21
3. اندازه‌های قابل تهیه: , 120, 35mm
4. دانه‌بندی:
5. دامنه: ۵۰/۱۸ تا ۲۰۰/۲۴
6. تاریخچه:
7. موارد توصیه شده:
8. توصیه عمومی:

### پان 400
1. نوع: سیاه و سفید
2. سرعت: ISO 400/27
3. اندازه‌های قابل تهیه: , 120, 35mm
4. دانه‌بندی:
5. دامنه: ۲۰۰/۲۴ تا ۳۲۰۰/۳۶
6. تاریخچه:
7. موارد توصیه شده:
8. توصیه عمومی: